# Pjesma leda i vatre
Pjesma leda i vatre je naziv za seriju fantastičnih romana američkog pisca Georgea R. R. Martina. U knjizi se opisuje izmišljeno mjesto Zapadne zemlje, a knjiga prati sudbinu više likova kroz čije dogodovštine se upoznajemo s radnjom. Vrijeme u koje se zbiva radnja može se opisati kao europski Srednji vijek. Knjiga je poznata kao iznimno složena i duga, s bezbroj likova koji su detaljno opisani te po neočekivanim obratima u radnji. Knjiga opisuje feudalni i patrijarhalni sustav s elementima fantastike. 

## Knjige
Do sada je izdano pet knjiga od planiranih sedam. U Hrvatskoj izdavač knjiga je Algoritam. Nazivi izdanih romana su:
- Igra prijestolja (A Game of Thrones; 1996.)
- Sraz kraljeva (A Clash of Kings; 1999.)
- Oluja mačeva (A Storm of Swords; 2000.)
- Gozba vrana (A Feast for Crows; 2005.)
- Ples zmajeva (A Dance with Dragons; 2011.)

Daljnji planirani romani su:
- Vjetrovi zime (The Winds of Winter)
- San o proljeću (A Dream of Spring)

## Radnja
Većina radnje se zbiva u Zapadnim zemljama, Sedam kraljevina. Brojka sedam ima i simbolično značenje, jer većina stanovnika Kraljestva (osim Sjevera) štuje vjeru Sedmorice. Sedam kraljevina je tisućama godina bilo sedam kraljevina dok se prije otprilike 300 godina nije pojavio Aegon I. Targaryen, Osvajač, sa svojim sestrama Rhaenys i Visenyiom. Uz pomoć zmajeva brzo je porazio kraljeve Zapadnih zemalja te ih prisilio da mu se zakunu na odanost. Zapadne zemlje se zapravo sastoje od 9 pokrajina, no samo 7 od njih su nekoć bila kraljestva. Gotovo 300 godina su Targaryeni vladali Zapadnim zemljama sve dok zadnji targaryenski kralj Aerys II., često zvan Ludi kralj, nije ubijen. Ubojica je Jaime Lannister koji mu je zabio nož u leđa zbog čega je prozvan Kraljosjek nakon čega Robert Baratheon dolazi na vlast i uzima za ženu Cersei Lannister, Jaimeovu sestru. 
U vrijeme početka radnje prvog romana kralj na Željeznom prijestolju je Robert Baratheon, okružen ljudima kojima ne može vjerovati, spletkarošima i lažljivcima. Njegova jedina prilika da nastavi s bezbrižnim životom je da nagovori svog najboljeg prijatelja Eddarda Starka, kneza Oštrozimlja i guvernera Sjevera, da postane novi Kraljev namjesnik.

## Povijesni izvori
Postoji puno poveznica između događaja i likova u Pjesmi leda i vatre i stvarnih događaja i ljudi u Ratu ruža u Engleskoj. Dvije glavne kuće u Pjesmi leda i vatre, Starkovi i Lannisteri, predstavljaju povijesne engleske plemenitaške obitelji kuću York i kuću Lancaster. Martin je, kao student srednjovjekovne Europe izjavio da je Rat ruža, kao i mnogi drugi događaji u to vrijeme u Europi utjecao na knjigu. 